# تقزم مشوه الأطراف
التقزم مشوه الأطراف هو أحد أمراض العظام النادرة التي تتميز بالتقزم الشديد، والحداب الصدري (نمط من الجنف الذي يؤثر على الجزء العلوي من الظهر)، وتشوه الأطراف والتوائها، وتقفع في المفاصل الكبيرة، وتشوهات في الفقرات والحوض، وتبول لاإرادي. أُبلغ عن المرض لأول مرة في عام 1970 من قبل ليونارد لانغر وشركائه. استخدموا مصطلح مشوه الأطراف (باراستريماتيك) من الكلمة اليونانية باراستريما، لوصفه. عند التصوير بالأشعة السينية، تبدو عظام المصابين شبيهة بالأشرطة. يعتبر مرض خلقي، أي يظهر عند الولادة. يحدث بسبب طفرة في جين تي آر بّي في 4 الموجود على الكروموسوم 12 لدى البشر. ينتقل المرض بوراثة جسمية سائدة.

## الأعراض
يظهر التقزم مشوه الأطراف عند الولادة، وعادةً ما يوصف الأطفال المصابون بأنهم «متيبسون» أو «يملكون أطراف ملتوية» عندما تظهر التشوهات الهيكلية والمظاهر التقزمية بشكل واضح. تظهر تشوهات الهيكل العظمي عادةً بين الشهر السادس والثاني عشر من عمر الرضيع. قد تُعزى التشوهات إلى تلين العظام، أي نقص تمعدن العظام.
يتميز التقزم مشوه الأطراف أيضًا بقصر القامة وانحناء الأطراف وخلل تنسج عصبي هيكلي.

## علم الوراثة
ينجم التقزم مشوه الأطراف عن طفرة مغلطة (إذ يحدث استبدال لحمض أميني بآخر في التسلسل الجيني) في جين تي آر بّي في 4، الموجود على الذراع الطويلة للكروموسوم البشري 12. توجد الطفرة على الإكسون 11 من الجين، وتسمى آر594إتش؛ هذا يعني أن كودون (شيفرة جزيئة الحمض الأميني) الأرجينين استُبدل بالخطأ بكودون الهستيدين في الموقع 594 على ذلك الإكسون. من المعروف أن هذه الطفرة نفسها في جين تي آر بّي في 4 تسبب خلل التنسج الكردوسي من نمط كوزلوفسكي.
ينتقل التقزم مشوه الأطراف بوراثة جسمية سائدة، ما يعني أن الجين الطافر المسؤول عن المرض يقع على صبغي جسمي (الكروموسوم 12 هو صبغي جسمي)، وتكون نسخة واحدة من الجين الطافر كافية لحدوث الاضطراب عندما توَرث من أب/أم يعاني أيضًا من الاضطراب.
ينتج التقزم مشوه الأطراف عن طفرات في مجال ن-أنكيرين في جين تي آر بّي في 4، والذي اتضح أنه يشارك في تنظيم قناة الكالسيوم الأيونية لجين تي آر بّي في 4. قد يكون هذا التدفق لشوارد الكالسيوم مسؤولًا عن موت الخلايا العصبية، بالإضافة إلى تأثيره على مستويات هرمونات النمو في الدوران.
يُعد التقزم مشوه الأطراف اضطرابًا نادرًا جدًا، واعتبارًا من عام 2011، شُخص 5 أشخاص فقط في جميع أنحاء العالم بهذا الاضطراب. على هذا النحو، يبدو أن التحليل الوظيفي بعيد المنال في هذا الوقت.